# Радиальные спицы

Схема строения аксонемы жгутика. 1A и 1B — микротрубочки A и B периферического дублета, 2 — центральная пара микротрубочек и центральная капсула, 3 — динеиновые ручки, 4 — радиальная спица, 5 — нексиновый мостик, 6 — клеточная мембрана.

Радиальные спицы — мультибелковые структуры аксонемы эукариотических жгутиков и ресничек. Хотя важность этих структур для правильного функционирования органелл движения была подтверждена экспериментально, их точная структура и функции остаются в большой степени непонятными.

## Локализация и структура
Радиальные спицы представляют собой T-образные образования, расположенные внутри аксонемы. Каждая спица состоит из «головки» и «ножки», а каждая из этих структур в свою очередь сделана из множества белковых субъединиц. Всего в состав радиальной спицы входит по крайней мере 17 разных белков, 5 из которых образуют головку, а 12 входят в состав ножки. Ножка спицы связана с A-трубочкой ближайшего дуплета микротрубочек, а головка обращена внутрь аксонемы (см. иллюстрацию справа).

## Функции
Известно, что радиальные спицы играют определённую роль в движении жгутиков и ресничек. Так, мутанты с дисфункциональными радиальными трубочками имеют неподвижные жгутики. Эти структуры также влияют на профиль движения жгутика, то есть, определяют как именно он будет изгибаться.
Как именно радиальные спицы выполняют все эти функции, ещё плохо понятно. Возможно, они ритмически активируют динеиновые моторы через своё взаимодействие с центральной парой микротрубочек и динеиновыми ручками. Например, одна из субъединиц радиальных спиц, RSP3, является белком-якорем и, согласно предсказаниям, удерживает другой белок — протеинкиназу A. Протеинкиназа A теоретически могла бы активировать/инактивировать примыкающие к ней диениновые ручки посредством фосфорилирования. Тем не менее, многие субъединицы радиальных спиц всё ещё не идентифицированы, а их функции остаются неясными.